# Сьомий маршрут
«Сьо́мий маршру́т» (англ. The Seventh Route) — український повнометражний художній фільм 1998 року режисера Михайла Іллєнка.
Дія розгортається на тлі Києва 1996 року впродовж доби. Екскурсовод Данило Притуляк змушений експромтом вигадати для американських туристів новий маршрут і присвячує його розповіді про маловідомого поета. Цим поетом насправді є сам Данило, що не здійснив свою мрію, припустившись впродовж життя низки помилок.

## Сюжет
Американська туристка приїжджає до Києва, рідного міста її матері. Її мета — зняти на камеру відео, щоб показати матері місця, де вона виросла. Адреси цих місць вона взяла з листів і, не знаючи української мови, не має уявлення, що там розташовано.
Екскурсовод Данило Притуляк прокидається та виявляє, що дружина Надія пішла від нього. Тривалий час він не помічає, що Надія лишила прощальний напис в нього на лобі. Не в змозі стерти напис, Данило приховує його під капелюхом і вирушає на роботу. Його російськомовна начальниця Ольга повідомляє про майбутню екскурсію для американців і боїться як би Данило не зганьбився перед ними. Але американці хочуть чути українську, бо це мова їхніх предків. Однак, вони вже побували на всіх туристичних маршрутах і Данило пропонує їм вигаданий «сьомий маршрут».
Данило розповідає туристам про «поета Данила Притуляка» та веде їх місцями, пов'язаними з життям поета. Він цитує вірші, описує обставини його життя, а перекладачка переінакшує так, щоб непримітні деталі здавалися видатними. Проте, водій починає підозрювати, що екскурсовод обманює. Туристка з камерою тим часом фільмує як чоловік Толік (з яким Данило напередодні напився), прикидається Карлсоном, і відвідує хлопчика з метою з'їсти його обід. Вона приєднується до групи, яку веде Притуляк.
Потім Данило приводить туристів до власної квартири, показуючи її, як житло поета. В серії чорно-білих епізодів розкривається, що Данило розповідав про власне минуле. Життя «поета» він завершує історію про його утоплення. Поет нібито врятував хлопця, його кохана Ніна Шанс збожеволіла, а всі надруковані вірші знищив «критик» Сухогриз. Туристка з камерою хоче чогось «більш конкретного» і Данило обіцяє їй показати хату поета, розташовану на краю Чорнобильської зони. Він також цитує «останній вірш», який трагікомічно змальовує службу Притуляка під час війни в Афганістані.
Останньою зупинкою стає фабрика з виробництва туалетного паперу, де через критику Сухогриза переробили на целюлозу збірку віршів поета. Туристи хочуть побачити Ніну Шанс і водій тихцем каже Данилу, що той надто захопився історією про поета. Туристка з камерою зауважує як дивним чином адреси з її списку збігаються з «сьомим маршрутом». Вона хоче побачити Ніну і екскурсовод приводить туристку до неї. Ніна — самотня жінка, що нагадує Данилу про якусь подію напередодні на мосту, що стала вирішальною для його розлуки з дружиною. Саме цей міст екскурсовод і показує американцям як місце смерті поета. Разом з тим він приводить їх до точки, де справжній Сухогриз продає свої книги та хвалить Данилові вірші. Сам Данило після екскурсії роздумує над своїм життям, у якому він не реалізувався як поет через дрібні, на перший погляд, помилки.
Туристка з камерою та Данило відвідують зруйнований будинок, звідки матері американки надійшли три останні листи. Це лише натякає на стосунок Данила, та з'ясувати деталі заважає напад грабіжників. Данило рятує американку, а потім везе її на велосипеді в аеропорт. Вона затримується, побачивши збитого на дорозі собаку, і запізнюється на літак. Повернувшись аби поховати собаку, туристка бачить, що він живий. Данило приєднується до американки та своїх колег і вони їдуть в авто. На фоні титрів звучать Данилові вірші.

## Актори
- Вікторія Малекторович — американська туристка в Україні
- Юрій Євсюков — гід Данило Притуляк
- Галина Сулима — Ольга
- Євген Пашин — водій авто
- Ніна Шаролапова — Ніна Павлівна Шанс
- Богдан Бенюк
- Валентин Троцюк
- Лариса Недін — перекладачка
- Іванна Іллєнко
- Микола Боклан — працівник цеху з виробництва туалетного паперу
- Віктор Поліщук
- Микола Олійник
- В'ячеслав Воронін
- Людмила Лобза
- Віктор Степаненко
- Юрій Мисенков та ін.

## Знімальна група
- Режисер-постановник: Михайло Іллєнко
- Автори сценарію: Олег Безпалий, Богдан Вержбицький, Тарас Денисенко, Надія Зонова, Михайло Іллєнко, Наталія Левада, Олександра Лозинська, Андрій Максименко, Вікторія Мельникова, Валерій Сивак, Олексій Сущенко, Володимир Тарнавський, Володимир Тихий, Юлія Шашкова
- Оператор-постановник: Юрій Гармаш
- Композитор: Володимир Гронський
- Художник-постановник: Інна Биченкова
- Художник по костюмах: Ірина Бойчук
- Художник по гриму: Тетяна Татаренко
- Монтаж: Елеонора Суммовська
- Звукооператори: Богдан Міхневич, Віталій Мироненко, Юрій Щелковський (запис музики)
- Режисери: Володимир Капітоненко, Жанна Слупська
- Оператори: Михайло Мураткін, Олександр Козило
- Комбіновані зйомки:
  - оператор: Борис Серьожкін
  - художник: Сергій Бржестовський
- Художник-декоратор: Людмила Білан
- Редактор: Валентина Ридванова
- Директори картини: Жанна Слупська, Анатолій Шомин
- Сценаристи: в основі сценарію лежать роботи студентів; режисер М. Г. Іллєнко використав 13 курсових робіт.

## Виробництво
Процес написання сюжету до фільму є унікальним для українського кінематографу, оскільки до його написання доклалися чотирнадцять сценаристів. Зокрема, це студенти режисерської майстерні Михайла Іллєнка з інституту ім. Івана Карпенка-Карого. Кожен студент приносив новелу про поета і якщо вона відповідала фабулі, то перетворювалась на епізод у сценарії. Ідея фільму з'явилася ще в 1970-і на основі легенди про «Зайвого Поета». Вірші, що звучать у фільмі, написав сам Михайло Іллєнко.
У 2024 році оцифрований Довженко-Центром з оригінальної плівки.

## Критика
Анастасія Канівець у журналі «Кіно-Театр» писала, що певною мірою, «Сьомий маршрут» став відступом у творчості Іллєнка. Фільм» передав відчуття 90-х, доби незахищеності, неясних перспектив, але й можливості нових контактів і пошуку несподіваних шляхів. «Сьомий маршрут» перегукується з «Такою пізньою, такою теплою осінню» (1981): і там, і там юна представниця діаспори, «внучка» України, приїжджає на землю батьків, яку представляє чоловік середніх років, побитий життям. Драматургія є найслабшим місцем фільму і таємниця зв'язку туристки з Данилом лишається нерозгаданою. При цьому, якщо герой «Осені» закохує в себе героїню, то в «Маршруті» про стосунки між героями не йдеться, в чому можна вбачати сумнів режисера у спроможностях тогочасної України.